# Lauba
Lauba (obersorbisch Lubow) ist ein Ortsteil der sächsischen Gemeinde Lawalde im Landkreis Görlitz in der Oberlausitz.

## Geographie
Lauba liegt etwa sieben Kilometer südwestlich von Löbau im Oberlausitzer Bergland in der nach Osten offenen Quellmulde des Laubaer Wassers am Westrand des Löbauer Kessels. Von der westlich gelegenen Kreuzung der Kreisstraße K 7243 (Schönbach–Obercunewalde) mit der Staatsstraße S 152 (Beiersdorf–Lauba) in östlicher Richtung bis zur Lawalder Flurgrenze an der Pfahlwiese senkt sich die Löbauer Straße, die am nördlichen Ortsrand vorbeiführt, von einer Höhe von 402 m auf 345 m ab. Das Tal wird durch den Schulberg (425 m), Böhmigs Berg (423 m) und Jockelsberg (407 m) nach Westen und Nordwesten hin abgeschirmt. Von Süden reichen bewaldete Höhen (Heideberg mit 363 m) nahe an die Ortslage heran. Nordwärts dagegen breiten sich Acker- und Grünlandflächen bis Streitfeld aus.
Auf 20 % der Laubaer Fluren kommt Geschiebelehm vor, den meist noch eine Schicht Lösslehm bedeckt. Bei einem Anteil von 55 % Verwitterungsböden kommen nur 25 % pleistozäne Sande und Kiese vor. Daraus resultiert eine mittlere Ackerzahl von 39. Auf dem Jockelsberg wurde ein ungefähr drei Meter langer und 1,5 Meter hoher Findling von rotem, grobkörnigem skandinavischem Gneis, der dort gefunden wurde, als Denkmal für die Gefallenen des Ersten Weltkrieges errichtet.

## Geschichte

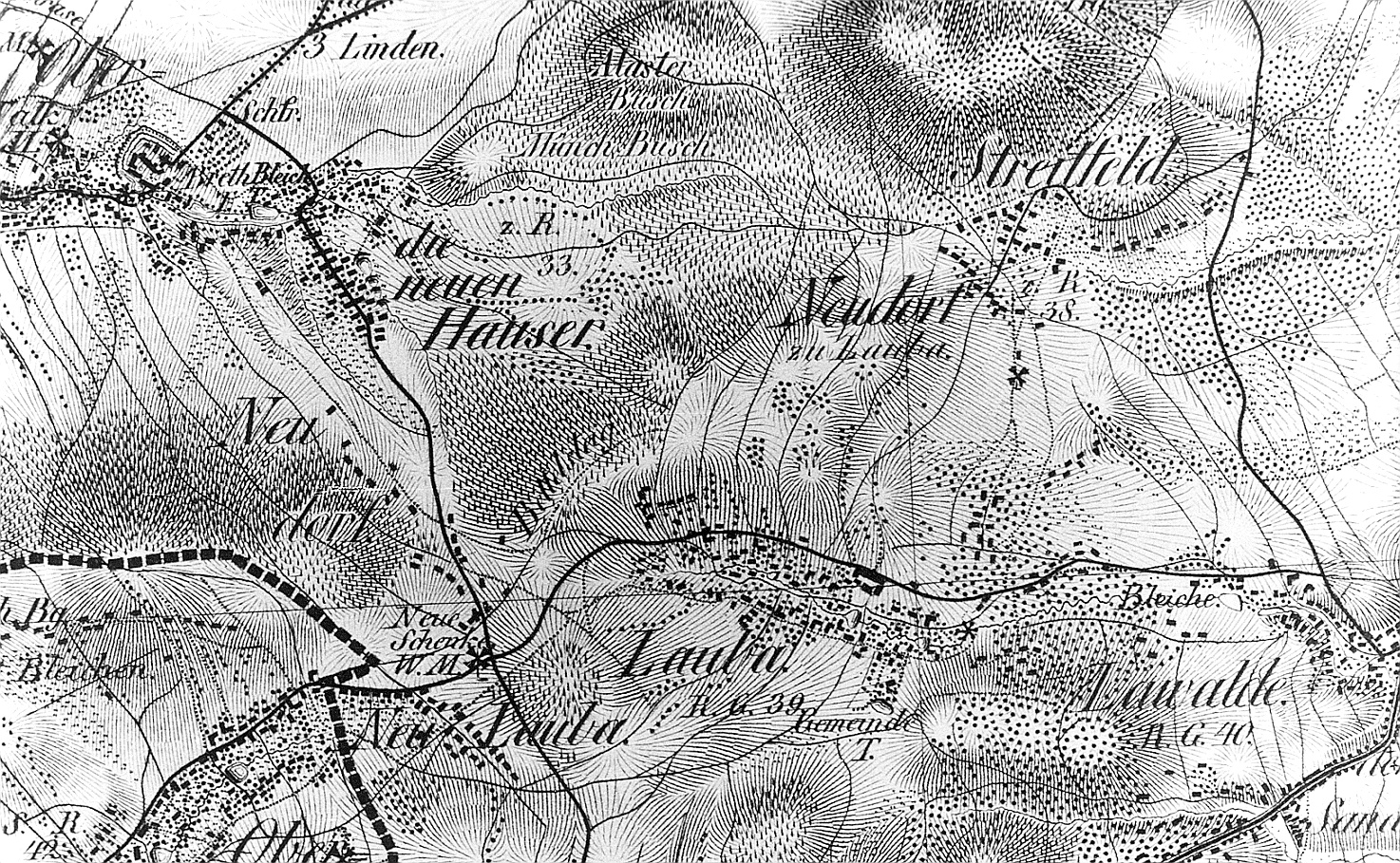
Karte von Oberreit mit Lauba von 1821–22

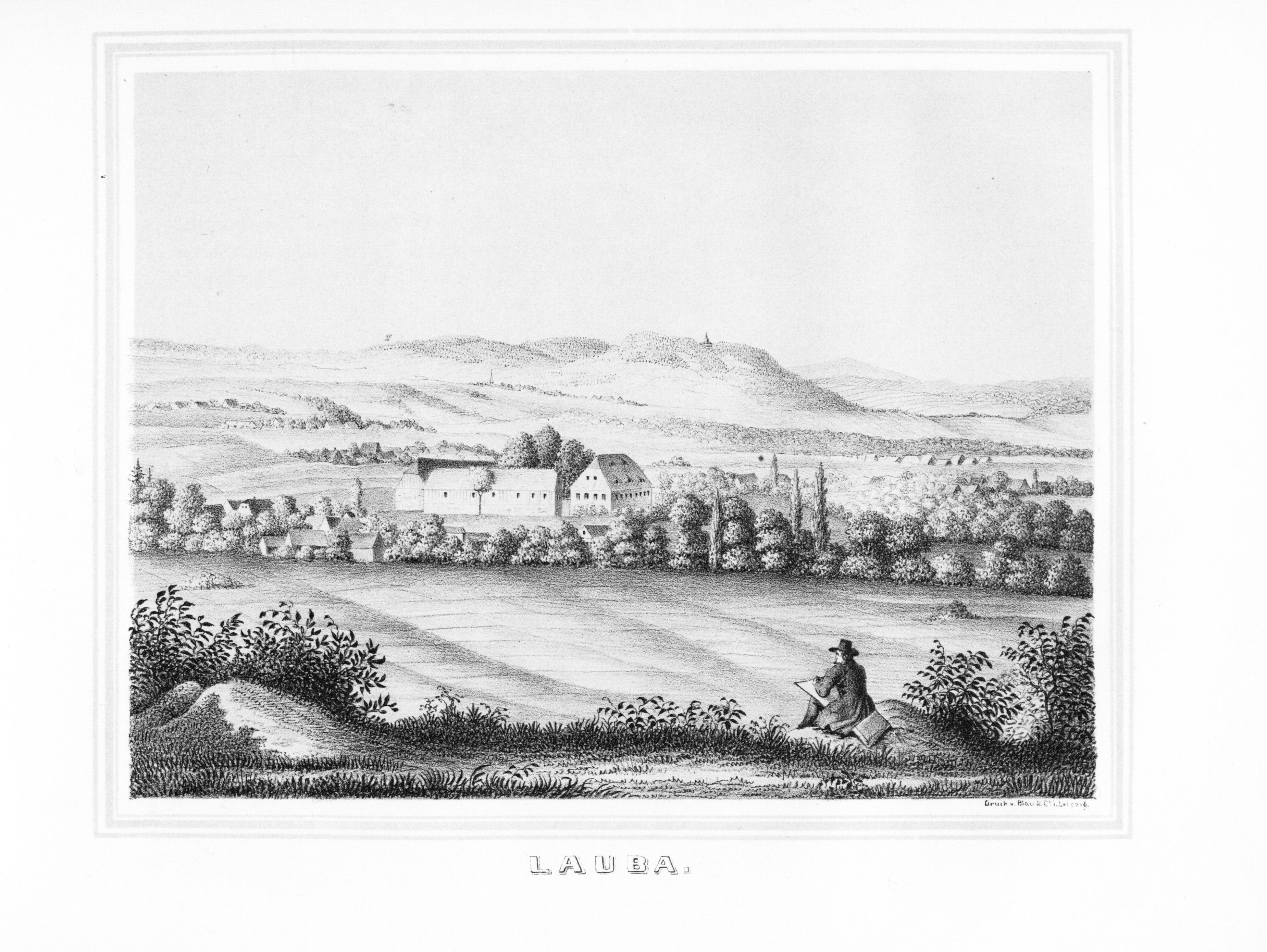
Lauba

Die erste urkundliche Erwähnung des Waldhufendorfes stammt aus dem Jahre 1306 mit der Bezeichnung „Lube“. Damals gehörte Lauba zu den 20 Ortschaften des Bautzener Kreises westlich des Löbauer Wassers, welche die Markgrafen Otto und Waldemar von Brandenburg dem Obergericht der Stadt Löbau (Weichbild) unterstellten. 1540 wurde die Gemeinde Lauba zur Kirche von Lawalde eingepfarrt und musste zur Parochie Lawalde gehörend den Kirchenzehnt dorthin entrichten. Der Ort Lauba fand auch 1571 im Zusammenhang mit dem Löbauer Bierstreit folgendermaßen Erwähnung: „… in der Zeit ist man öfters, wie denn zuvor geschehen, gen Laube, Schönbach und andere Dörfer in der Meile Weges gelegen, hinausgefallen und das fremde Bier in die Stadt geholet.“.
Der Besitzer des Oberlaubaer Gutes richtete 1620 eine Beschwerde an den Kurfürsten wegen erlittenen Unrechts bei der Plünderung durch eine Rotte böhmischer Reiter. Im Jahr 1626 forderte eine schreckliche Pestwelle in Löbau und Umgebung viele Tote.
In den Jahren 1631 bis 1633 während des Dreißigjährigen Krieges zog Wallenstein mit 20 Regimentern in die Lausitz. Es erfolgten Plünderungen und Kontributionen, die Richter und Scheppen (Schöffen) mussten sich nördlich von Löbau in Kittlitz einfinden und den „Befehl für Naturallieferungen“ entgegennehmen sowie ausführen. Auch der Ort Lauba gehörte dazu.
Im Jahr 1639 kamen nach dem Prager Teilfrieden von 1635 zwischen dem Kaiser und dem Kurfürsten von Sachsen, dem die Lausitz zugesprochen war, die Schweden und brandschatzten in der Lausitz. Hier wird berichtet: „Der Rittmeister Marquart Ernst Benss vom Schlangischen Regiment nahm den armen Laubaern zu seiner und seiner Compagnia Verpflegung an Victualien, Getreide und Geld was er fand“ „33 Scheffel Hafer, 100 Gebund Heu, 1 Fässel Bier für den Rittmeister, Gewürz, Hühner, Eier, Gänse und Butter“ musste die Gemeinde abliefern, dazu dem Korporal die hohe Zeche bezahlen, die er gemacht hatte. Der Gesamtschaden in Lauba belief sich auf 276 Thaler und 10 Groschen.
Die damit einhergehende schlechte wirtschaftliche Krise sorgte auch für den Zerfall des „Rechenberg´schen Ländchens“, da auch kaum Einnahmen aus den Gütern bzw. Abgaben der Bauern erzielt werden konnten.
Eine weitere große Unterdrückung begann 1683, als der Freiherr von Hoym Ludwig Gebhardt den Bauern von Lauba immer weiter steigende Dienste und Abgaben auferlegte. Beide Güter von Lauba kamen 1768 in die Hand des Peter August von Schönberg. Dieser legte 2 Jahre später auf Oberlaubaer Flur den Ortsteil Neu-Lauba an. Weitere 50 Jahre später, nachdem das Rittergut Lauba an einen Leinwandhändler aus Wehrsdorf kam, wurde ein großer Teil der Niederlaubaer Gutsflur aufgesiedelt. Es entstanden so 1818 Neudorf-Lauba im Streitfeld sowie weitere Häuser an verschiedenen Stellen im Eichbusch, im Gubschgrund, am Vorteich, an der Bornwiese und auf der Lehde. Damit stieg die Einwohnerzahl um zwei Drittel, sodass 1838 Lauba schon 957 Bewohner in 187 Häusern aufwies.
Die Landgemeinde entstand 1853/54 durch den Zusammenschluss von Alt- und Neulauba sowie Neudorf-Lauba. 1939 wurde Lauba nach Lawalde der Ortsteil Neulauba jedoch nach Beiersdorf eingemeindet. Ab 1945 war Lauba wieder eine eigenständige Landgemeinde, bis es 1994 wieder zu Lawalde kam.

### Gutsbesitzer (Auszug)

#### Oberlauba
1489 wurde Hans von Rechenberg als erster Grundherr des Gutes Oberlauba benannt. Seit 1491 unterstand Lawbe dann auf lange Zeit der Familie Rechenberg auf Oppach. Es kam auf Kosten ausgekaufter Bauern zur Gründung von zwei Gütern. 1519 übernahm Hans II. von Rechenberg Oberlauba.
Dem Bruder von Hans II. von Rechenberg, Balthasar von Rechenberg zu Beiersdorf, gehörte auch noch bis 1586 der Lawaldaer Oberhof, 1618 wird dann sein Sohn Balthasar als Besitzer von Oberlauba genannt.
1641 Stiefbruder Hans Caspar von Rechenberg sollte Oberlauba übernehmen, war aber noch Gefangener, so dass seine Mutter um Aufschub bitten musste. Er soll am 15. Dezember 1662 in einem sogenannten Duell gegen Sigmund von Gersdorf auf Kittlitz ohne Zeugen getötet worden sein.

#### Niederlauba
Heinrich von Nostitz (aus der Rothenburger Linie stammend) kaufte 1603 neben dem Rechenberg´schen Anteil von Lawalde auch das Rittergut Lauba.
1629 verstarb Heinrich von Nostitz und seine Witwe Katharina geb. v. Nostitz verwaltete das Gut von Niederlauba bis 1651 im Erbe als es an den Besitzer Hans Heinrich von Nostitz überging.

### Ortsnamenformen
Der Ortsname Lube (1306) ist ursprünglich offenbar ein sorbischer Waldname für łub = Borke, Bast, in den deutsch loube, löube = Laubwald eingedeutet wurde. Nicht ausgeschlossen ist, dass von dem sorbisch besiedelten Gebiet um Dehsa, Oelsa und Altlöbau ausgehend, hier eine kleine Randsiedlung angelegt wurde, bevor die deutschen Bauern die Siedlungsflur in Waldhufen aufteilten.
Namen waren:

1306: Lube, 1481: Lawben, 1491: Lawbe, 1515: zcu der Lawbe

### Verwaltungszugehörigkeit
1777: Bautzener Kreis, 1843: Landgerichtsbezirk Löbau, 1856: Gerichtsamt Löbau, 1875: Amtshauptmannschaft Löbau, 1952: Kreis Löbau, 1994: Landkreis Löbau-Zittau, 2008: Landkreis Görlitz

### Einwohnerentwicklung
| Jahr | Einwohner                                |
| ---- | ---------------------------------------- |
| 1777 | 2 besessene Mann, 18 Gärtner, 31 Häusler |
| 1834 | 845                                      |
| 1871 | 1150                                     |
| 1890 | 1110                                     |
| 1910 | 940                                      |
| 1925 | 914                                      |
| 1946 | 914                                      |
| 1950 | 993                                      |
| 1964 | 901                                      |
| 1990 | 752                                      |

## Sehenswertes
Das ehemalige Bauerndorf Lauba veränderte seinen Charakter im Laufe der Jahrhunderte nur wenig. Zur Landwirtschaft kam früher lediglich die Hausweberei hinzu. Die einzigen gewerblichen Betriebe blieben lange die Branntweinbrennerei des Rittergutes, eine Wasser- und die Windmühle (bis um 1888) im Neudorf. Der Ort Lauba wurde aufgrund seiner reizvollen landschaftlichen und industriefernen Lage ein beliebter Erholungsort. Lauba führte die Bezeichnung staatlich anerkannter Erholungsort, den heute gesamt Lawalde besitzt.
Ein Großteil der Gebäude im Ort weist Umgebinde auf, bei denen selten ein Hausbaum fehlt. 1955 zählte Saupe in Lauba 111 Umgebindehäuser (70 % des gesamten Bestandes, einer der höchsten Werte). Vielmals wurde die Holzstube schon verschalt und das Obergeschoss wurde mit Schiefern behangen, wobei sich oft helle Tupfenmuster beobachten lassen. Die Krüppelwalmdächer besitzen größtenteils Schieferbedeckung und breite Schleppgauben.
Auffällig ist noch das ehemalige Rittergut Niederlauba unter den Bauten im Ort. Dessen langgestreckte Wirtschaftsgebäude sind von 1819. Nach 1900 wurde das ehemalige Schlösschen umgebaut. Dabei wurde in der Mittelachse durch Putzpilaster und einen Giebelaufsatz ein Risalit angedeutet sowie der Eingang mit einem von 4 Steinsäulen getragenen Vorbau gestaltet. Erweiterungen an der Rückseite sind von 1937. 1946 wurde in dem Haus eine Lehrerbildungseinrichtung eingerichtet und ab 1960 diente es als Studentenheim des Instituts für Lehrerbildung Löbau.